# Madureira Esporte Clube
Madureira Esporte Clube é uma agremiação esportiva brasileira, sediada no Rio de Janeiro e fundada a 8 de agosto de 1914.
O clube é um dos times mais tradicionais do Rio de Janeiro e também é conhecido como o Tricolor Suburbano, pelas cores de sua camisa em listras verticais grenás, azuis e amarelas; compõe o uniforme, calções azuis e meias tricolores, como as cores da camisa.
Três vezes vice-campeão carioca da primeira divisão, o Madureira apresenta dois títulos do Torneio Início, um título do Campeonato Carioca da Segunda Divisão e um da Copa Rio como os seus maiores feitos, sendo o oitavo clube com mais pontos conquistados na história do Campeonato Carioca.
O Madureira disputa a maioria das partidas com mando de campo em seu estádio, o Aniceto Moscoso.

## História

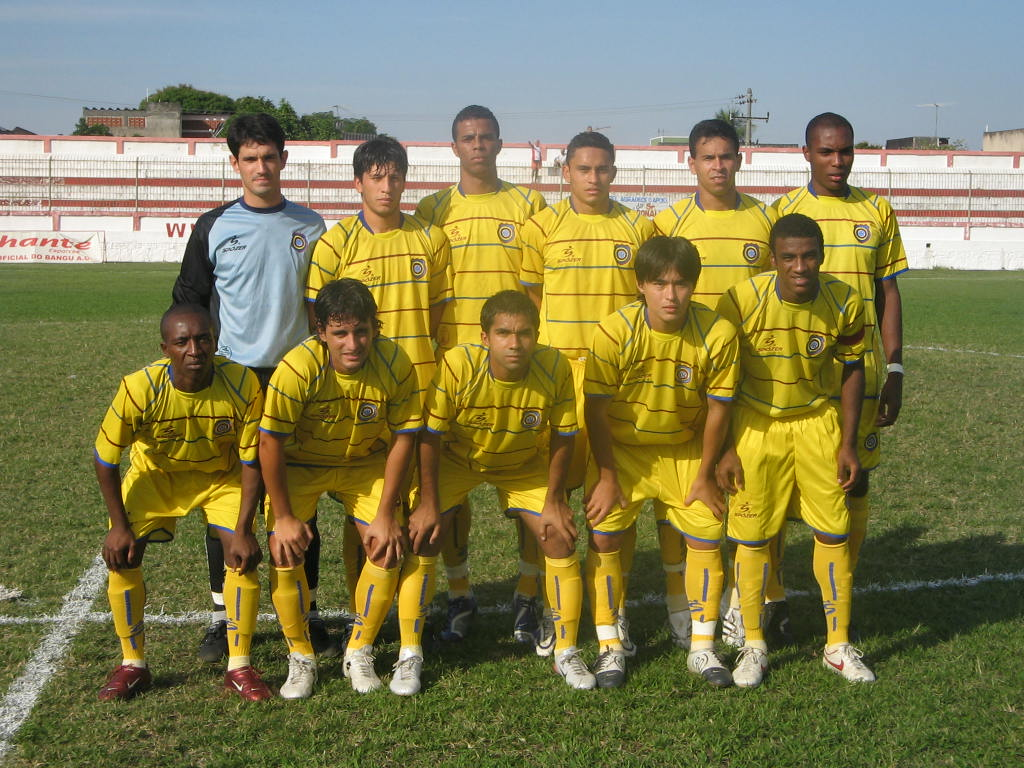
Madureira em 2007

### Fundação e primeiros anos
No dia 16 de fevereiro de 1933, era fundado por comerciantes do bairro de Madureira o Madureira Atlético Clube, cuja grafia original era Madureira Athletico Clube, resultado da fusão de dois clubes, o Fidalgo Football Club, fundado em 8 de agosto de 1914, e o Magno Football Club, fundado em 15 de agosto de 1913.
O Madureira solicitou a alteração do nome de inscrição do Fidalgo na AMEA para o seu, conforme registro do Jornal dos Sports de 11 de maio de 1933 em sua capa, tratando sobre reunião da AMEA para deliberar sobre esse e outros temas.
Em 1936, o clube conquista seu primeiro título, o primeiro turno do Campeonato Carioca de 1936.[carece de fontes?] Com isso, o clube jogou a final do campeonato contra o Vasco da Gama, vencendo o primeiro jogo, porém perdendo os dois seguintes, sendo assim vice-campeão.
Em 1937, findou o primeiro turno do campeonato estadual da FMD como segundo lugar. Devido à pacificação da FMD e LCF, o campeonato não foi concluso. Em 3 de setembro de 1937, o extinto Conselho Geral da FMD proclamou o seu campeão (São Cristóvão) e, consequentemente, a definitividade das demais posições. Em 2023, a FERJ reconheceu o campeonato.

### Fusão
Com o objetivo de criar uma equipe forte tanto no futebol quanto em outros esportes, o Madureira Atlético Clube se fundiu no dia 12 de outubro de 1971 com o Madureira Tênis Clube e o Imperial Basquete Clube, formando assim o Madureira Esporte Clube.

### Fatos históricos
O recorde brasileiro de permanência de um clube no exterior pertence ao Madureira, quando realizou 36 jogos em 144 dias no ano de 1961, viajando pela Europa, Ásia e Estados Unidos, obtendo 23 vitórias, 3 empates e 10 derrotas, marcando 107 gols, média de quase 3 gols por partida, sendo o primeiro clube de futebol brasileiro a visitar o Japão e Hong Kong, nesta excursão. Foi também o primeiro clube latino-americano a visitar a China comunista.
Dois anos depois, foi a vez do clube viajar pelas Américas. Os amistosos, negociados por José da Gama Correia da Silva, o Zé da Gama, português que presidiu o Madureira no biênio 1959/60 e atuava como empresário de futebol, começaram na Colômbia, seguiram-se na Costa Rica, passando por El Salvador e México. Em Cuba, o Madureira fez um total de cinco jogos, vencendo todos: Industriales (campeão local, 5 a 2), Municipalidad de Morrón, da Província de Camaguey (6 a 1), um combinado universitário (11 a 1) e uma seleção de Havana (vitórias por 1 a 0 e 3 a 2). A segunda, no dia 18 de maio, foi presenciada por Che Guevara, na época Ministro da Indústria.
Buscando ampliar as atividades esportivas do clube, em 12 de outubro de 1971 foi criado o Madureira Esporte Clube, após a fusão do Madureira Atlético Clube, Madureira Tênis Clube e Imperial Basquete Clube. Apesar disso, oficialmente a data de fundação do Madureira é 8 de agosto de 1914, data de fundação do Fidalgo, um dos clubes que no passado vieram a dar origem ao Madureira.
A vocação do Madureira sempre foi a de um clube revelador de talentos, frequentemente conseguindo bons resultados nas Categorias de Base, tanto que no ano de 1974 sagrou-se campeão carioca de juniores e em 1993 sagrou- se campeão carioca de juniores pela série B; em 1998, de juvenis, e, em 1997 e 2000, de infantis, já tendo revelado jogadores como Waldo Machado, Evaristo de Macedo, Jair Rosa Pinto, Lelé, Isaías, Marcelinho Carioca, Iranildo, Souza e Léo Lima.

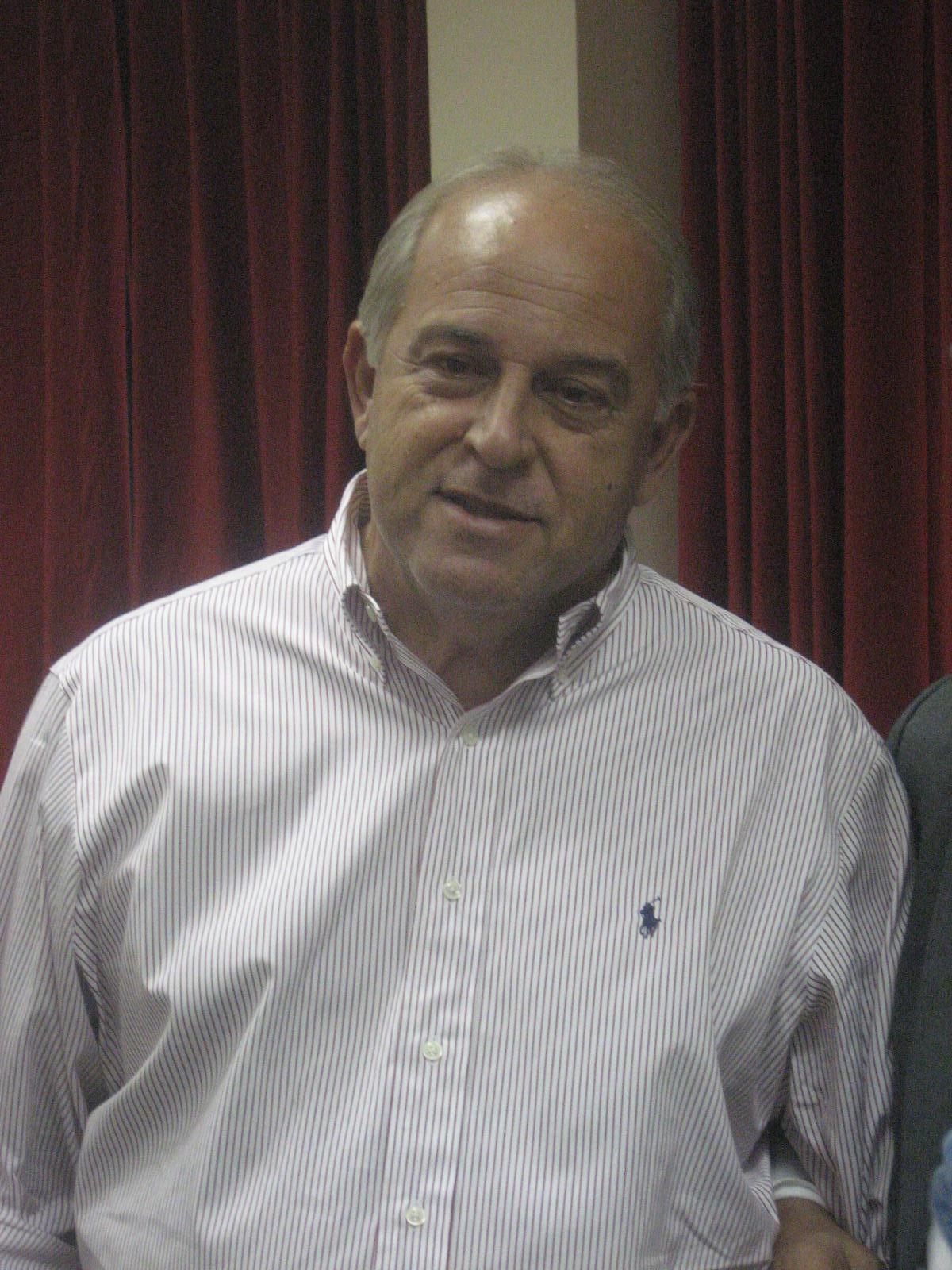
Elias Duba, o presidente

Também passou pelo clube o jogador Derlei, que mais tarde viria a ser campeão da UEFA Champions League e do Mundial de Clubes pelo FC Porto.
Em 2006, o Madureira, comandado por Alfredo Sampaio, sagrou-se vice-campeão carioca da 1.ª Divisão de Profissionais, tendo conquistado, ainda, nesse campeonato, a Taça Rio, segundo turno do Campeonato Carioca.
Em 2007, também fez excelente campanha no Campeonato Estadual do Rio de Janeiro, goleando, inclusive, o Flamengo por 4 a 1, com 4 gols do atacante Marcelo. O time conseguiu chegar à final da Taça Guanabara (1.º turno do Campeonato Carioca) contra o próprio Flamengo, tendo vencido a primeira partida por 1 a 0. Na segunda partida, porém, foi goleado por 4 a 1 e ficou com o vice-campeonato..
Em 2010, o dia 16 de outubro entrou para a história do Madureira: pela primeira vez, o Tricolor Suburbano conseguiu o acesso em uma divisão do Campeonato Brasileiro. Comandada pelo técnico Antônio Carlos Roy e recheada de jogadores formados em casa, a equipe derrotou o Operário-PR no Estádio Aniceto Moscoso por 6-2 (já havia vencido o primeiro confronto por 4-2), em partida válida pela Série D do mesmo ano. Com isso, o Madureira obteve vaga para disputar a Série C de 2011
A Diretoria de Competições da CBF divulgou em seu site oficial a classificação final do Campeonato Brasileiro da Série D de 2010, pouco mais de um mês após a decisão do STJD que puniu o América-AM com a perda de seis pontos e mais os pontos ganhos nas partidas disputadas contra o Joinville [(total de quatro, sendo uma vitória e um empate), quando o time amazonense escalou irregularmente o jogador Amaral].
Com esta decisão, o Joinville terminou na quarta colocação e herdou a vaga na Série C. Outro time beneficiado foi o Madureira. Eliminado pelo próprio América-AM nas semifinais, o Tricolor Suburbano assumiu a segunda colocação na competição, se tornando vice-campeão brasileiro da Série D, sendo este o maior feito do clube carioca em competições nacionais.
Já em 2011, o Madureira terminou a Série C em 3.º no seu grupo, não se classificando para a 2.ª fase. Na Copa Rio, o time foi campeão ao derrotar o Friburguense nas duas partidas da final, classificando-se para a Copa do Brasil de 2012.

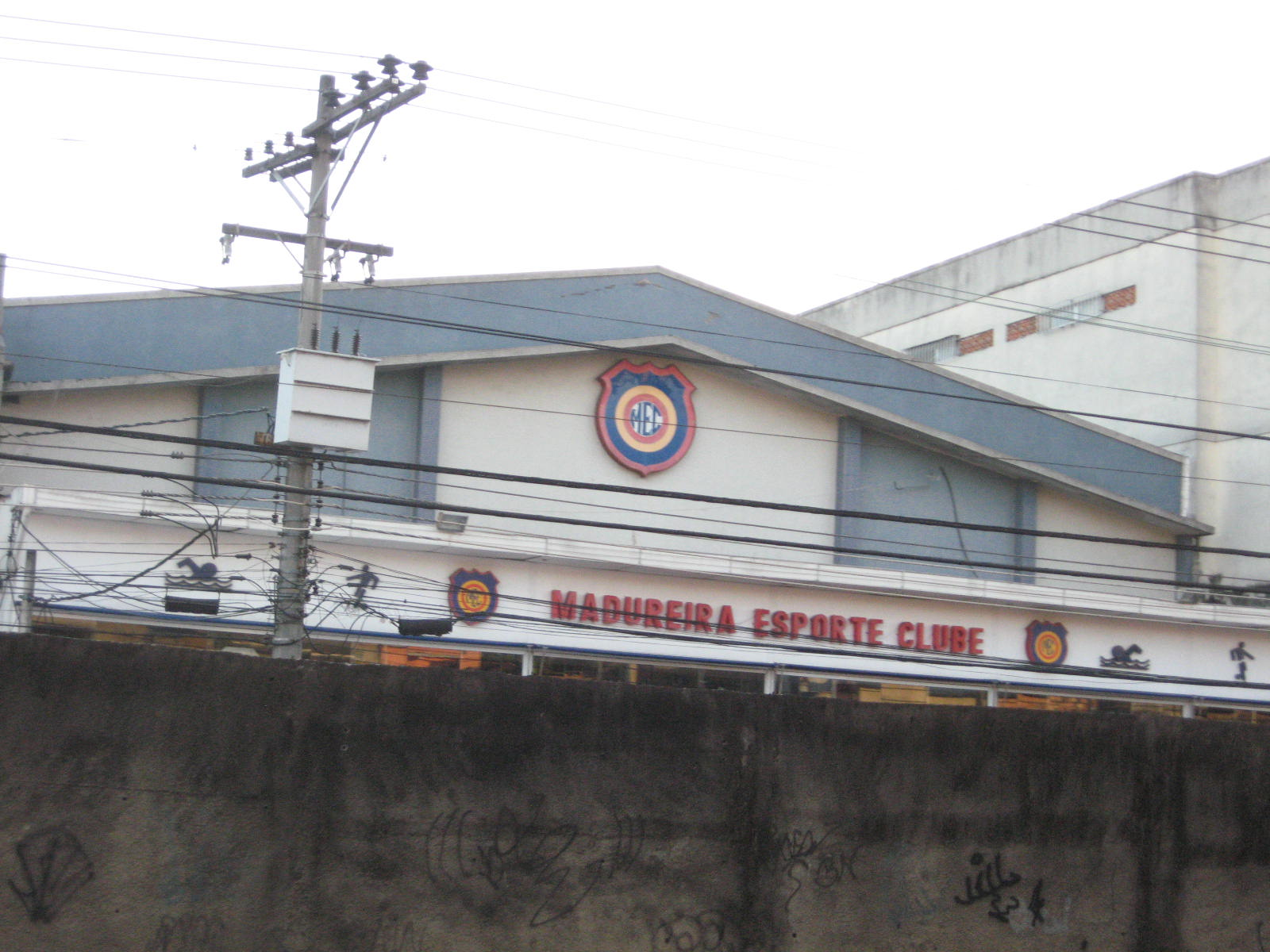
Madureira EC

No entanto, quando 2012 finalmente chegou, a equipe não fez boa campanha e foi eliminada do torneio na primeira fase, após um único jogo em casa, no qual foi derrotada por 2 a 0 pelo Criciúma. No Campeonato Carioca, o Madureira também não foi bem e terminou a classificação geral em 12.º. Já na Série C, os primeiros jogos foram animadores: a equipe carioca chegou a liderar o Grupo B da competição por quatro rodadas, mas caiu de desempenho ao longo do campeonato e escapou por pouco do rebaixamento à Série D. Na Copa Rio, o Tricolor passou fácil pelas primeiras fases, mas foi eliminado na semifinal pelo Bangu, após dois empates e uma disputa por pênaltis.
Em 2015, o Tricolor começou bem o ano e quase conseguiu uma vaga para as semifinais do Campeonato Carioca, terminando a competição em quinto lugar e conquistando o título da Taça Rio. Porém, ao final da temporada, acabou rebaixado para a Série D do Campeonato Brasileiro, após cinco anos na Série C.

## Estádio

### Inauguração
Madureira AC 4 x 2 Fluminense FC
- Data: 15 de junho de 1941
- Local: Estádio da Rua Conselheiro Galvão, Madureira, Rio de Janeiro (RJ)
- Árbitro: José Ferreira Lemos "Juca da Praia"
- Competição: Campeonato Carioca
- Renda / público: 53:946$200 / 10.762 pagantes
- Gols: 1° tempo: Flu 1 a 0, Rongo; Final: Madureira 4 a 2, Oseas, Rongo, Isaías, Jorginho e Isaías.
- Madureira: Alfredo, Benedicto e Ápio; Octacílio, Jair e Alcides; Jorginho, Lelé, Isaías, Jair Rosa Pinto e Oseas.
- Fluminense: Maia, Moysés e Machado; Bioró, Spinelli e Afosninho; Pedro Amorim, Pedro Nunes, Rongo, Tim e Hércules. Técnico: Ondino Viera.[16]

## Partidas históricas
|  | Data                    | Competição                      | Estádio                     |           | Placar | Adversário       | Público | Notas       |
|  | ----------------------- | ------------------------------- | --------------------------- | --------- | ------ | ---------------- | ------- | ----------- |
|  | 5 de Janeiro de 1938    | Campeonato Carioca              | Campo da Rua Domingos Lopes | Madureira | 5 — 2  | Botafogo         |         | [ nota 1 ]  |
|  | 26 de maio de 1940      | Amistoso                        | Estádio Antônio Carlos      | Madureira | 2 — 1  | Atlético Mineiro |         | [ nota 2 ]  |
|  | 15 de junho de 1941     | Campeonato Carioca              | Conselheiro Galvão          | Madureira | 4 — 2  | Fluminense       | 10 762  | [ nota 3 ]  |
|  | 17 de maio de 1942      | Campeonato Carioca              | Estádio da Gávea            | Madureira | 9 — 2  | Bangu            | 305     | [ nota 4 ]  |
|  | 3 de agosto de 1958     | Campeonato Carioca              | Rua Bariri                  | Madureira | 3 — 1  | Vasco da Gama    |         | [ nota 5 ]  |
|  | 21 de janeiro de 2001   | Campeonato Carioca              | São Januário                | Madureira | 2 — 1  | Vasco da Gama    |         | [ nota 6 ]  |
|  | 29 de março de 2006     | Campeonato Carioca              | Maracanã                    | Madureira | 1 — 0  | Americano        | 7 433   | [ nota 7 ]  |
|  | 17 de fevereiro de 2007 | Campeonato Carioca              | Moça Bonita                 | Madureira | 4 — 1  | Flamengo         | 2 871   | [ nota 8 ]  |
|  | 16 de outubro de 2010   | Campeonato Brasileiro - Série D | Conselheiro Galvão          | Madureira | 6 — 2  | Operário-PR      | 700     | [ nota 9 ]  |
|  | 26 de novembro de 2011  | Copa Rio                        | Eduardo Guinle              | Madureira | 3 — 2  | Friburguense     | 1 241   | [ nota 10 ] |
|  | 25 de março de 2015     | Campeonato Carioca              | Conselheiro Galvão          | Madureira | 1 — 1  | Bonsucesso       | 665     | [ nota 11 ] |

## Estatísticas
Participações
|  | Participações em 2025 |

| Competição     | Competição         | Temporadas | Melhor campanha                  | Estreia | Última | P | R |
| Rio de Janeiro | Campeonato Carioca | 80         | Vice-campeão (1936, 1937 e 2006) | 1935    | 2025   |   | ? |
| Rio de Janeiro | Série B do Carioca | 12         | Vice-campeão (1933 e 1980)       | 1933    | 1990   | ? | – |
| Brasil         | Série C            | 13         | 8º colocado (2014)               | 1981    | 2015   | – | 1 |
| Brasil         | Série D            | 7          | Vice-campeão (2010)              | 2009    | 2026   | 1 |   |
| Brasil         | Copa do Brasil     | 6          | 2ª Fase (2008)                   | 2007    | 2021   |   |   |

### Últimas dez temporadas
Legenda:
| Campeão Vice-campeão Eliminado na semifinal | Classificado à Copa Libertadores da América Classificado à Copa Sul-Americana Classificado à Copa do Brasil | Rebaixamento Acesso |

## Títulos
| ESTADUAIS          | ESTADUAIS      | ESTADUAIS | ESTADUAIS   |
|                    | Competição     | Títulos   | Temporadas  |
| ------------------ | -------------- | --------- | ----------- |
|                    | Copa Rio       | 1         | 2011        |
|                    | Torneio Início | 2         | 1939 e 1957 |
| TURNOS DO ESTADUAL |                |           |             |
|                    | Competição     | Títulos   | Temporadas  |
|                    | Taça Rio       | 2         | 2006 e 2015 |

### Outras conquistas
- Torneio Integração do Rio de Janeiro: 1975 e 1978
- Torneio Hilton Gósling: 1977
- Campeonato Carioca de Quadros Amadores: 1939

### Campanhas de destaque
- Vice-campeão do Campeonato Brasileiro - Série D: 2010
- Vice-campeão do Campeonato Carioca: 1936, 1937 e 2006
- Vice-campeão da Taça Cidade Maravilhosa: 1996
- Vice-campeão da Taça Guanabara: 2007

### Categorias de Base
- Campeão Carioca de Amadores: 1939
- Campeão Estadual de Juniores: 1974 e 1993
- Campeão Estadual de Juvenis: 1998 e 2005
- Campeão Estadual Infantil: 1997 e 2000